# Clearlooks
Clearlooks – silnik motywów GTK+ 2, napisany w języku C. Jest dość prosty, dzięki czemu nie obciąża nadmiernie komputera. Dostępne są jego dwie wersje, do środowisk graficznych: GNOME i Xfce. Silnik bazuje na szablonie Bluecurve z Red Hat Linux. Oryginalnymi autorami są Richard Stellingwerff i Daniel Borgmann.
Clearlooks był domyślnym silnikiem motywów w środowisku GNOME od wersji 2.12 do wydania GNOME 3, w którym domyślnym silnikiem została Adwaita.
Choć silnik został stworzony i przeznaczony dla systemu Linux, istnieje port dla Windows XP. Dostępna jest również wersja dla GTK+ 3 pod nazwą „Clearlooks-Phénix”.